# Regina Čistiakova
Regina Čistiakova z domu Nyderytė (ur. 7 listopada 1961 w Cytowianach) – litewska lekkoatletka, biegaczka długodystansowa, medalistka halowych mistrzostw Europy i mistrzostw świata w biegach przełajowych. Do 1991 reprezentowała Związek Radziecki.

## Kariera sportowa
Zdobyła brązowy medal w biegu na 3000 metrów na halowych mistrzostwach Europy w 1986 w Madrycie, przegrywając jedynie z Ines Bibernell z Niemieckiej Republiki Demokratycznej i Yvonne Murray z Wielkiej Brytanii. Zajęła 3. miejsce na tym dystansie  na igrzyskach dobrej woli w 1986 w Moskwie oraz na uniwersjadzie w 1989 w Duisburgu.
Odnosiła wiele sukcesów w biegach przełajowych. Na mistrzostwach świata w biegach przełajowych zdobyła złote medale w drużynie ZSRR w 1988 w Auckland, 1989 w Stavangerze i 1990 w Aix-les-Bains. Indywidualnnie zajmowała koleno 7, 27. i 13. miejsce.
Jako reprezentantka Litwy wystąpiła w biegu na 3000 metrów na mistrzostwach świata w 1993 w Stuttgarcie, ale odpadła w eliminacjach.
Była mistrzynią Związku Radzieckiego w biegu na 3000 metrów w 1986, a po odzyskaniu niepodległości przez Litwę mistrzynią tego kraju w biegu na 1500 metrów w 1993, w biegu na 3000 metrów w 1991 i 1993 oraz w biegu przełajowym w 1990, a także halową mistrzynią Litwy w biegu na 3000 metrów w 1991 i 1995. 
Jest aktualną (listopad 2021) rekordzistką Litwy w biegu na 3000 metrów z czasem 8:39,25 (uzyskanym 6 lipca 1986 w Moskwie) oraz halową rekordzistką Litwy w tej konkurencji (8:46,74, 8 lutego 1986 w Moskwie).
Pozostałe rekordy życiowe Čistiakovej:
- bieg na 1500 metrów – 4:05,96 (5 września 1988, Moskwa)
- bieg na 5000 metrów – 15:40,12 (3 lipca 1989, Sztokholm)
- bieg na 10 000 metrów – 32:41,41 (1 lipca 1989, Oslo)
- bieg na 1500 metrów (hala) – 4:08,09 (6 lutego 1986, Moskwa)
- bieg na 3000 metrów (hala) – 7:47,5 (25 lutego 1979, Wiedeń)
- bieg na 5000 metrów (hala) – 15:49,06 (3 lutego 1990, Czelabińsk)

W 1993 ukończyła Litewski Uniwersytet Nauk Edukacyjnych.